# پاتریشیا های-بولایس
 پاتریشیا های-بولایس (انگلیسی: Patricia Hy-Boulais؛ زاده ۲۲ اوت ۱۹۶۵) یک تنیس‌باز اهل کانادا است.